# Beaurains-lès-Noyon
Beaurains-lès-Noyon est une commune française située dans le département de l'Oise en région Hauts-de-France.

## Géographie

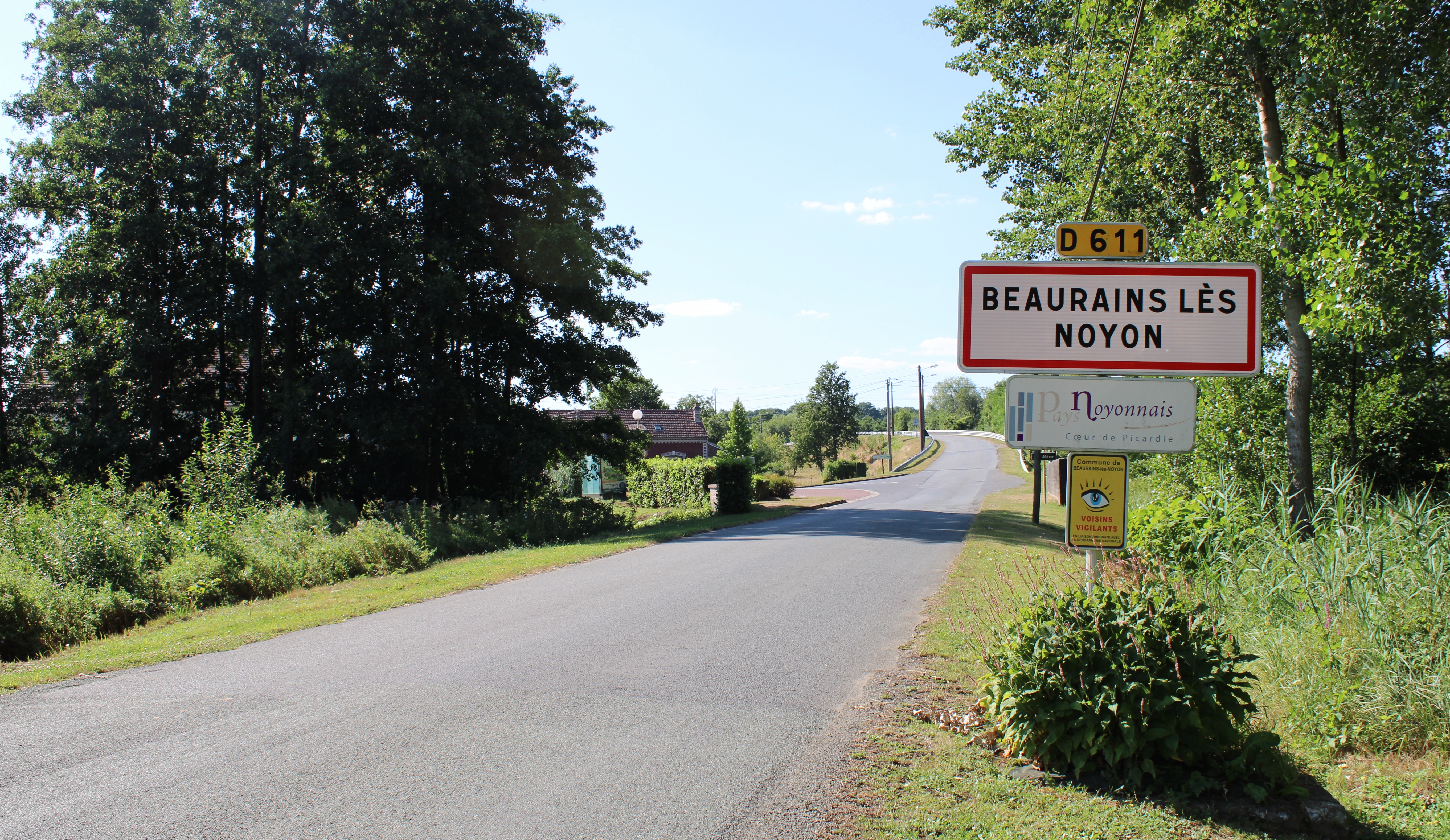
Entrée du village.

Beaurains-lès-Noyon est un village périurbain picard du Noyonnais jouxtant Noyon et situé à 36 km au nord-ouest de Soissons, 24 km au nord-est de Compiègne, 66 km au nord-est de Beauvais et 35 km ai sud-ouest de Saint-Quentin.
Le territoire communal est limité à l(ouest par le tracé de l'ancienne route nationale 334 (actuelle RD 934 Amiens - Soissons).

### Hydrographie

#### Réseau hydrographique
La commune est située dans le bassin Seine-Normandie. Elle est drainée par le canal du Nord, la Verse, le fossé 01 de la commune de Beaurains-les-Noyon, le fossé 02 de la commune de Beaurains-les-Noyon, le fossé 03 de la commune de Beaurains-les-Noyon, divers bras de la verse,,.
| (texte à fusionner) Plusieurs bvras de la Verse drainent le territoire communal. La Verse est un affluent de l'Oise en rive droite et donc un sous-affluent de la Seine. La commune est traversée du nord-ouest au sud-est par le Canal du Nord sur une longueur d'environ 5 km. |

La Verse, d'une longueur de 23 km, prend sa source dans la commune de Ugny-le-Gay et se jette  dans l'Oise (rive gauche) à Sempigny, après avoir traversé 15 communes. Les caractéristiques hydrologiques de la Verse sont données par la station hydrologique située sur la commune de Noyon. Le débit moyen mensuel est de 0,693 m3/s. Le débit moyen journalier maximum est de 4,58 m3/s, atteint lors de la crue du 4 mars 2024. Le débit instantané maximal est quant à lui de 4,82 m3/s, atteint le même jour.

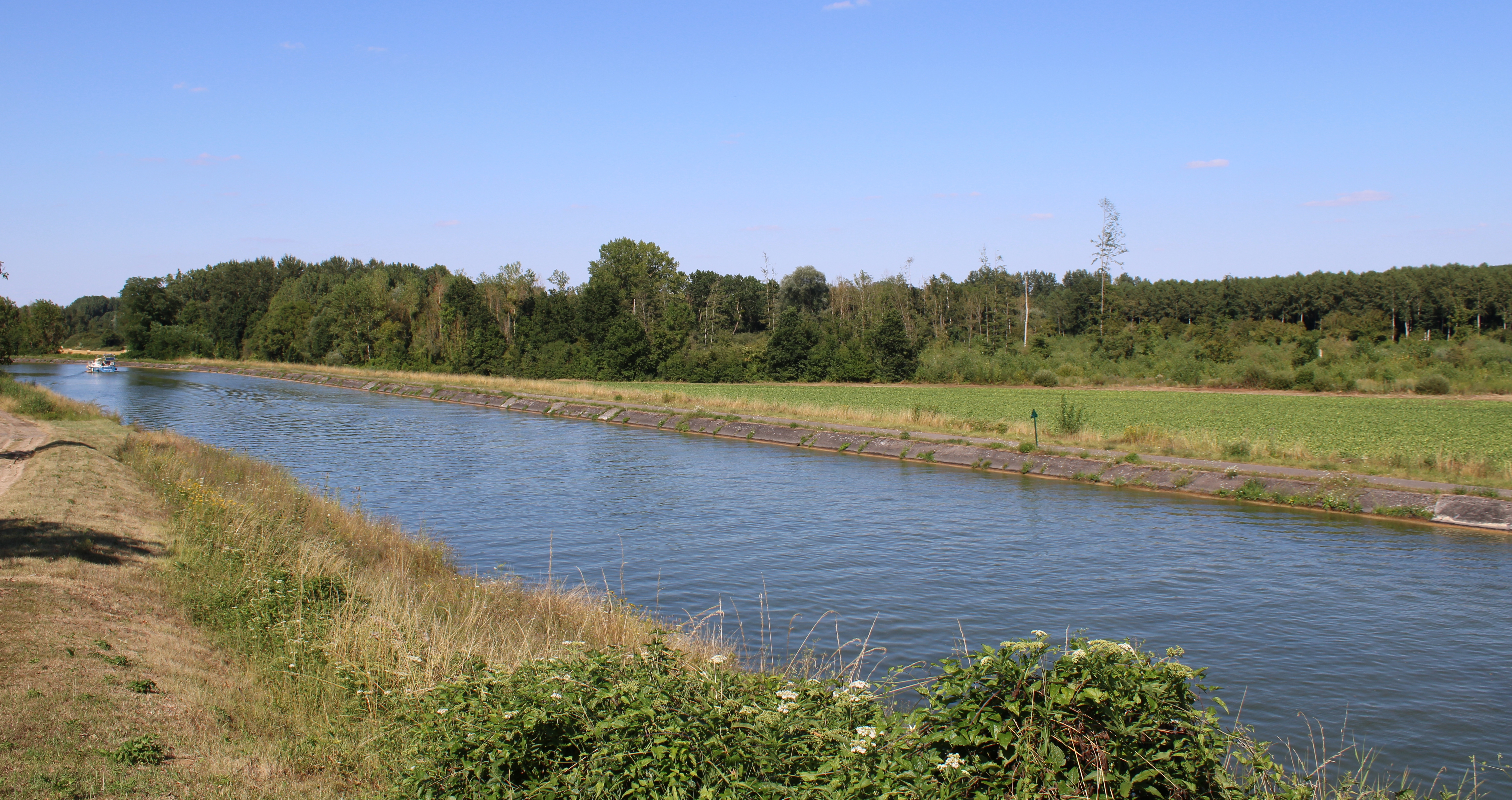
Le canal du nord à Beaurains-lès-Noyon.
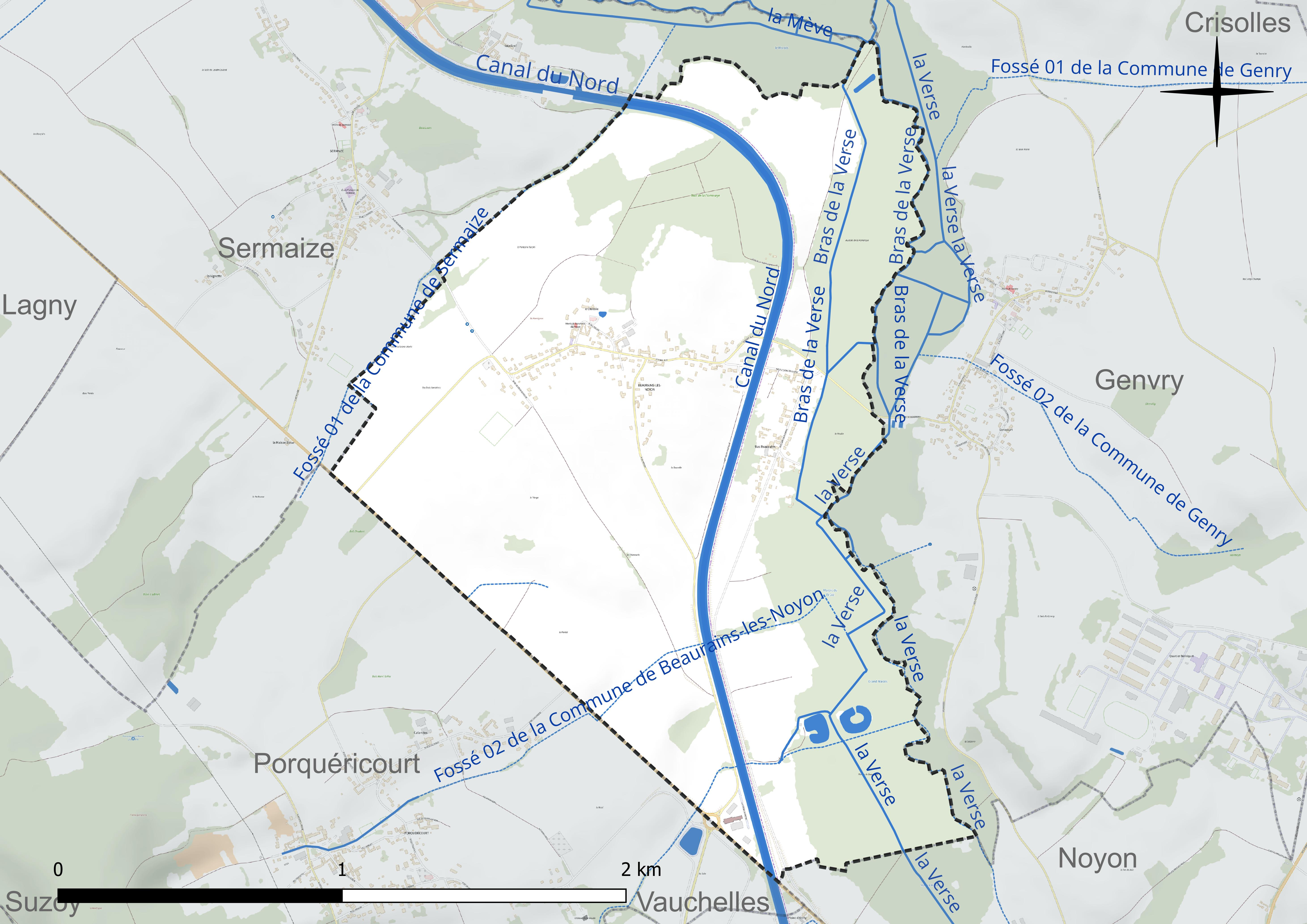
Réseau hydrographique de Beaurains-lès-Noyon.

#### Gestion et qualité des eaux
Le territoire communal est couvert par le schéma d'aménagement et de gestion des eaux (SAGE) « Sensée ». Ce document de planification concerne un territoire de 1 013 km2 de superficie, délimité par le bassin versant de l'Oise moyenne. Le périmètre a été arrêté le 24 avril 2017 et le SAGE est, en 2024, encore en élaboration. La structure porteuse de l'élaboration et de la mise en œuvre est le syndicat mixte du SAGE Oise-Moyenne (SMOM). 
La qualité des cours d'eau peut être consultée sur un site dédié géré par les agences de l'eau et l'Agence française pour la biodiversité. 

### Climat
Pour des articles plus généraux, voir Climat des Hauts-de-France et Climat de l'Oise.
En 2010, le climat de la commune est de type climat océanique dégradé des plaines du Centre et du Nord, selon une étude du CNRS s'appuyant sur une série de données couvrant la période 1971-2000. En 2020, Météo-France publie une typologie des climats de la France métropolitaine dans laquelle la commune est exposée à un climat océanique et est dans la région climatique  Nord-est du bassin Parisien, caractérisée par un ensoleillement médiocre, une pluviométrie moyenne régulièrement répartie au cours de l'année et un hiver froid (3 °C). 
Pour la période 1971-2000, la température annuelle moyenne est de 10,6 °C, avec une amplitude thermique annuelle de 15,1 °C. Le cumul annuel moyen de précipitations est de 692 mm, avec 11,8 jours de précipitations en janvier et 8,6 jours en juillet. Pour la période 1991-2020, la température moyenne annuelle observée sur la station météorologique la plus proche, située sur la commune de Chauny à 18 km à vol d'oiseau, est de 11,1 °C et le cumul annuel moyen de précipitations est de 709,9 mm,. Pour l'avenir, les paramètres climatiques de la commune estimés pour 2050 selon différents scénarios d'émission de gaz à effet de serre sont consultables sur un site dédié publié par Météo-France en novembre 2022.

## Urbanisme

### Typologie
Au 1er janvier 2024, Beaurains-lès-Noyon est catégorisée commune rurale à habitat dispersé, selon la nouvelle grille communale de densité à sept niveaux définie par l'Insee en 2022.
Elle est située hors unité urbaine. Par ailleurs la commune fait partie de l'aire d'attraction de Noyon, dont elle est une commune de la couronne,. Cette aire, qui regroupe 38 communes, est catégorisée dans les aires de moins de 50 000 habitants,.

### Occupation des sols
L'occupation des sols de la commune, telle qu'elle ressort de la base de données européenne d'occupation biophysique des sols Corine Land Cover (CLC), est marquée par l'importance des territoires agricoles (60,2 % en 2018), en diminution par rapport à 1990 (62,3 %). La répartition détaillée en 2018 est la suivante : 
terres arables (54,5 %), forêts (27 %), zones urbanisées (12,8 %), zones agricoles hétérogènes (4,5 %), prairies (1,2 %). L'évolution de l'occupation des sols de la commune et de ses infrastructures peut être observée sur les différentes représentations cartographiques du territoire : la carte de Cassini (XVIIIe siècle), la carte d'état-major (1820-1866) et les cartes ou photos aériennes de l'IGN pour la période actuelle (1950 à aujourd'hui).

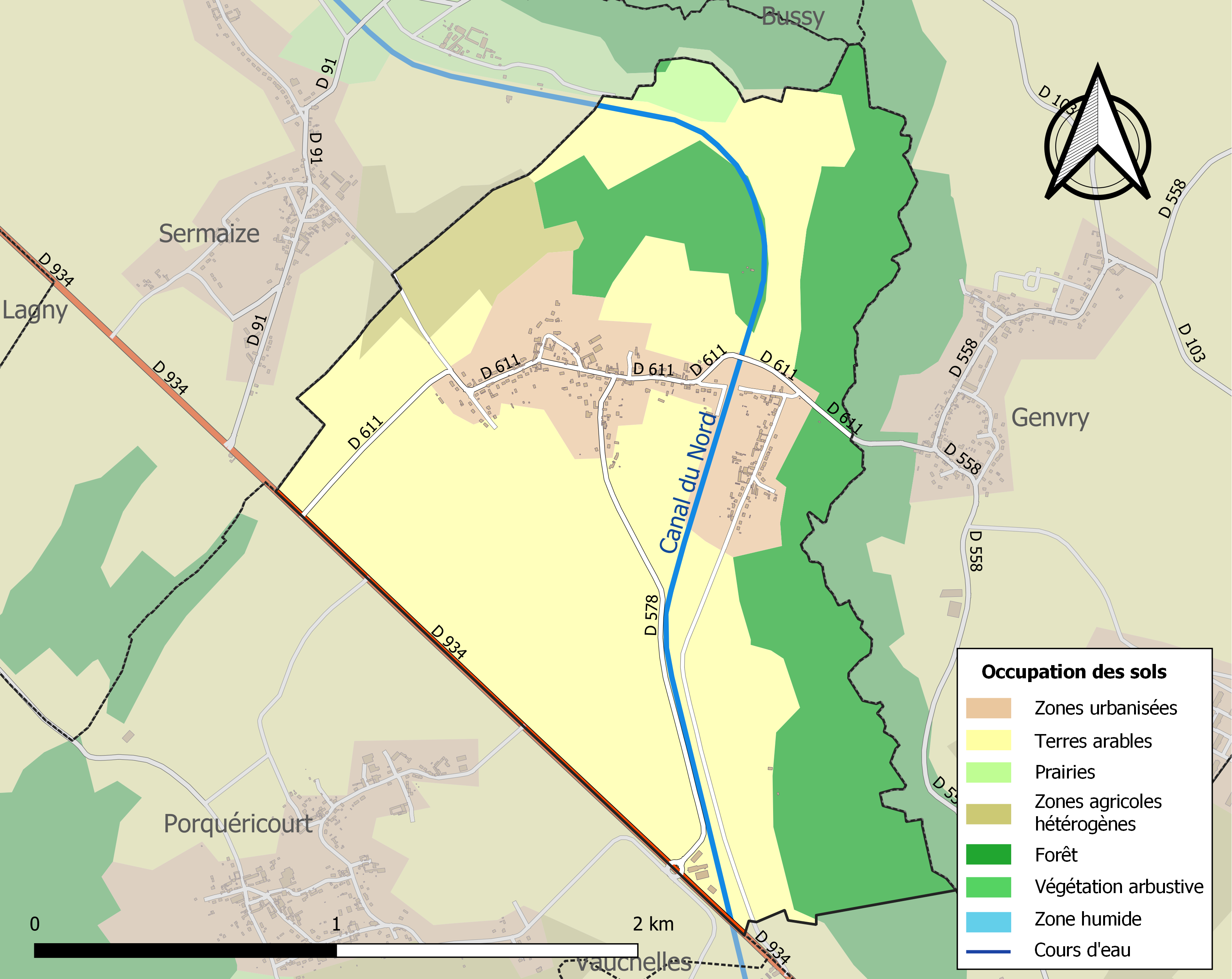
Carte des infrastructures et de l'occupation des sols de la commune en 2018 (CLC).

### Habitat et logement
En 2018, le nombre total de logements dans la commune était de 152, alors qu'il était de 128 en 2013 et de 117 en 2008.
Parmi ces logements, 92,1 % étaient des résidences principales, 2,6 % des résidences secondaires et 5,3 % des logements vacants. Ces logements étaient pour 92,1 % d'entre eux des maisons individuelles et pour 7,9 % des appartements.
Le tableau ci-dessous présente la typologie des logements à Beaurains-lès-Noyon en 2018 en comparaison avec celle de l'Oise et de la France entière. Une caractéristique marquante du parc de logements est ainsi une proportion de résidences secondaires et logements occasionnels (2,6 %) supérieure à celle du département (2,5 %) et à celle de la France entière (9,7 %). Concernant le statut d'occupation de ces logements, 87,9 % des habitants de la commune sont propriétaires de leur logement (96,6 % en 2013), contre 61,4 % pour l'Oise et 57,5 pour la France entière.
| Typologie                                               | Beaurains-lès-Noyon | Oise | France entière |
| ------------------------------------------------------- | ------------------- | ---- | -------------- |
| Résidences principales (en %)                           | 92,1                | 90,4 | 82,1           |
| Résidences secondaires et logements occasionnels (en %) | 2,6                 | 2,5  | 9,7            |
| Logements vacants (en %)                                | 5,3                 | 7,1  | 8,2            |

### Voies de communication et transports
La commune est desservie, en 2023, par la ligne 679 du réseau interurbain de l'Oise.

## Toponymie
Le nom de la localité est attesté sous les formes Bellus ramus (1162) ; de Bello ramo (1171) ; Bello ramus (1200) ; biau rin et la forest (vers 1200) ; inter Bellum ramum et calceiam Roiensem (1243) ; iuxta bellum ramum (1235) ; a Biaurain (1266) ; Bellus ramus vel Beaurains (vers 1300) ; Beaurain (1308) ; Beaurainus (1596) ; Beaurin (vers 1600) ; Beaurains le Haut (XVIIIe) ; Haut-Beaurains (XVIIIe) ; Beaurains (XIXe) ; Beaurains-lès-Noyon (1952).

Le nom de Beaurains dérive du latin Bello Ramo (beau bois), les « beaux rameaux ».
La préposition « lès » permet de signifier la proximité d'un lieu géographique par rapport à un autre lieu. En règle générale, il s'agit d'une localité qui tient à se situer par rapport à une ville voisine plus grande. Par exemple, la commune de Beaurains indique qu'elle se situe près de Noyon.

## Histoire
Au Moyen Âge, les droits de banalité des moulins situés sur la Verse sont vendus au roi Philippe le Bel par Gauthier de Thourotte en 1292 ; l'évêché de Noyon les reprit en vertu du retrait féodal, avec les droits de pêche, à la condition de curer la rivière en amont, jusqu'aux aulnois du seigneur de Beaurains.
Le 17 août 1522 a lieu sur la place de Beaurains la revue d'une compagnie de cinq cents hommes de pied, commandés par Jehan de Castille, écuyer. Cette revue fut passée par Louis de Laverdin, chevalier, seigneur de Bonnay.
Sous l'Ancien Régime, la paroisse faisait partie du bailliage et de l'élection de Noyon.
Émile Coët indique « on a exploité pendant longtemps à Beaurains des dépôts de cendres noires, pyriteuses que l'on répandait sur les terres pour les fertiliser  ».
La commune, instituée par la Révolution française, est fusionnée de 1828 à 1832 à celle de Genvry.
Au milieu du XIXe siècle, la cendrière n'était plus exploitée, et on comptait un moulin à vent dans la commune.
Le village est considéré comme très largement détruit à la fin de la Première Guerre mondiale et a  été décoré de la Croix de guerre 1914-1918, le 15 février 1921.
.

## Politique et administration

### Rattachements administratifs et électoraux

#### Rattachements administratifs
La commune se trouve dans l'arrondissement de Compiègne du département de l'Oise.
Elle faisait partie depuis 1801 du canton de Noyon. Dans le cadre du redécoupage cantonal de 2014 en France, cette circonscription administrative territoriale a disparu, et le canton n'est plus qu'une circonscription électorale.

#### Rattachements électoraux
Pour les élections départementales, la commune fait partie depuis 2014 d'un nouveau  canton de Noyon
Pour l'élection des députés, elle fait partie de la sixième circonscription de l'Oise.

### Intercommunalité
Beaurains-lès-Noyon est membre de la communauté de communes du Pays Noyonnais, un établissement public de coopération intercommunale (EPCI) à fiscalité propre créé en 1994 et auquel la commune a transféré un certain nombre de ses compétences, dans les conditions déterminées par le code général des collectivités territoriales.

### Liste des maires
| Période                                  | Période                       | Identité        | Étiquette | Qualité                        |
| ---------------------------------------- | ----------------------------- | --------------- | --------- | ------------------------------ |
| Les données manquantes sont à compléter. |                               |                 |           |                                |
| mars 2001                                | 2008                          | Georges Leclere | DVD       |                                |
| mars 2008                                | En cours (au 24 janvier 2021) | Daniel Hardier  |           | Réélu pour le mandat 2014-2020 |

## Équipements et services publics
La commune s'est dotée d'une nouvelle mairie, accessible aux personnes handicapées, ce qui a permis d'aménager dans les anciens locaux une salle pour les associations et les nouvelles activités périscolaires.

### Enseignement
Les enfants de la commune étaient  scolarisés avec ceux de Genvry et de Bussy dans le cadre d'un Regroupement pédagogique intercommunal 'RPI), qui a fusionné en 2021 avec celui organisé par Catigny, Sermaize et Campagne. Ce regroupement a permis d'offrir aux 93 élèves scolarisés en 2021-2022 des services de cantine et d'accueil périscolaire et de réduire les risques de fermetures de classes,. L'école de Beaurains accueille désormais la classe de CE2.

## Population et société

### Démographie

#### Évolution démographique
L'évolution du nombre d'habitants est connue à travers les recensements de la population effectués dans la commune depuis 1793. Pour les communes de moins de 10 000 habitants, une enquête de recensement portant sur toute la population est réalisée tous les cinq ans, les populations de référence des années intermédiaires étant quant à elles estimées par interpolation ou extrapolation. Pour la commune, le premier recensement exhaustif entrant dans le cadre du nouveau dispositif a été réalisé en 2008.

En 2022, la commune comptait 340 habitants, en évolution de +0,89 % par rapport à 2016 (Oise : +0,87 %, France hors Mayotte : +2,11 %).
| 1793 | 1800 | 1806 | 1821 | 1836 | 1841 | 1846 | 1851 | 1856 |
| ---- | ---- | ---- | ---- | ---- | ---- | ---- | ---- | ---- |
| 184  | 212  | 209  | 205  | 176  | 182  | 187  | 185  | 189  |

| 1861 | 1866 | 1872 | 1876 | 1881 | 1886 | 1891 | 1896 | 1901 |
| ---- | ---- | ---- | ---- | ---- | ---- | ---- | ---- | ---- |
| 188  | 197  | 199  | 205  | 171  | 165  | 164  | 183  | 176  |

| 1906 | 1911 | 1921 | 1926 | 1931 | 1936 | 1946 | 1954 | 1962 |
| ---- | ---- | ---- | ---- | ---- | ---- | ---- | ---- | ---- |
| 167  | 194  | 137  | 158  | 145  | 144  | 182  | 170  | 194  |

| 1968 | 1975 | 1982 | 1990 | 1999 | 2006 | 2008 | 2013 | 2018 |
| ---- | ---- | ---- | ---- | ---- | ---- | ---- | ---- | ---- |
| 193  | 233  | 234  | 284  | 264  | 280  | 284  | 296  | 338  |

| 2022 | - | - | - | - | - | - | - | - |
| ---- | - | - | - | - | - | - | - | - |
| 340  | - | - | - | - | - | - | - | - |

#### Pyramide des âges
La population de la commune est relativement jeune.
En 2018, le taux de personnes d'un âge inférieur à 30 ans s'élève à 33,4 %, soit en dessous de la moyenne départementale (37,3 %). À l'inverse, le taux de personnes d'âge supérieur à 60 ans est de 27,8 % la même année, alors qu'il est de 22,8 % au niveau départemental.
En 2018, la commune comptait 171 hommes pour 167 femmes, soit un taux de 50,59 % d'hommes, légèrement supérieur au taux départemental (48,89 %).
Les pyramides des âges de la commune et du département s'établissent comme suit.
| Hommes | Classe d’âge | Femmes |
| ------ | ------------ | ------ |
| 0,0    | 90 ou +      | 1,2    |
| 7,6    | 75-89 ans    | 4,2    |
| 19,9   | 60-74 ans    | 22,8   |
| 21,6   | 45-59 ans    | 21,6   |
| 15,8   | 30-44 ans    | 18,6   |
| 17,0   | 15-29 ans    | 13,2   |
| 18,1   | 0-14 ans     | 18,6   |

| Hommes | Classe d’âge | Femmes |
| ------ | ------------ | ------ |
| 0,5    | 90 ou +      | 1,4    |
| 5,5    | 75-89 ans    | 7,6    |
| 15,6   | 60-74 ans    | 16,3   |
| 20,8   | 45-59 ans    | 20     |
| 19,4   | 30-44 ans    | 19,4   |
| 17,6   | 15-29 ans    | 16,2   |
| 20,6   | 0-14 ans     | 19,1   |

## Culture locale et patrimoine

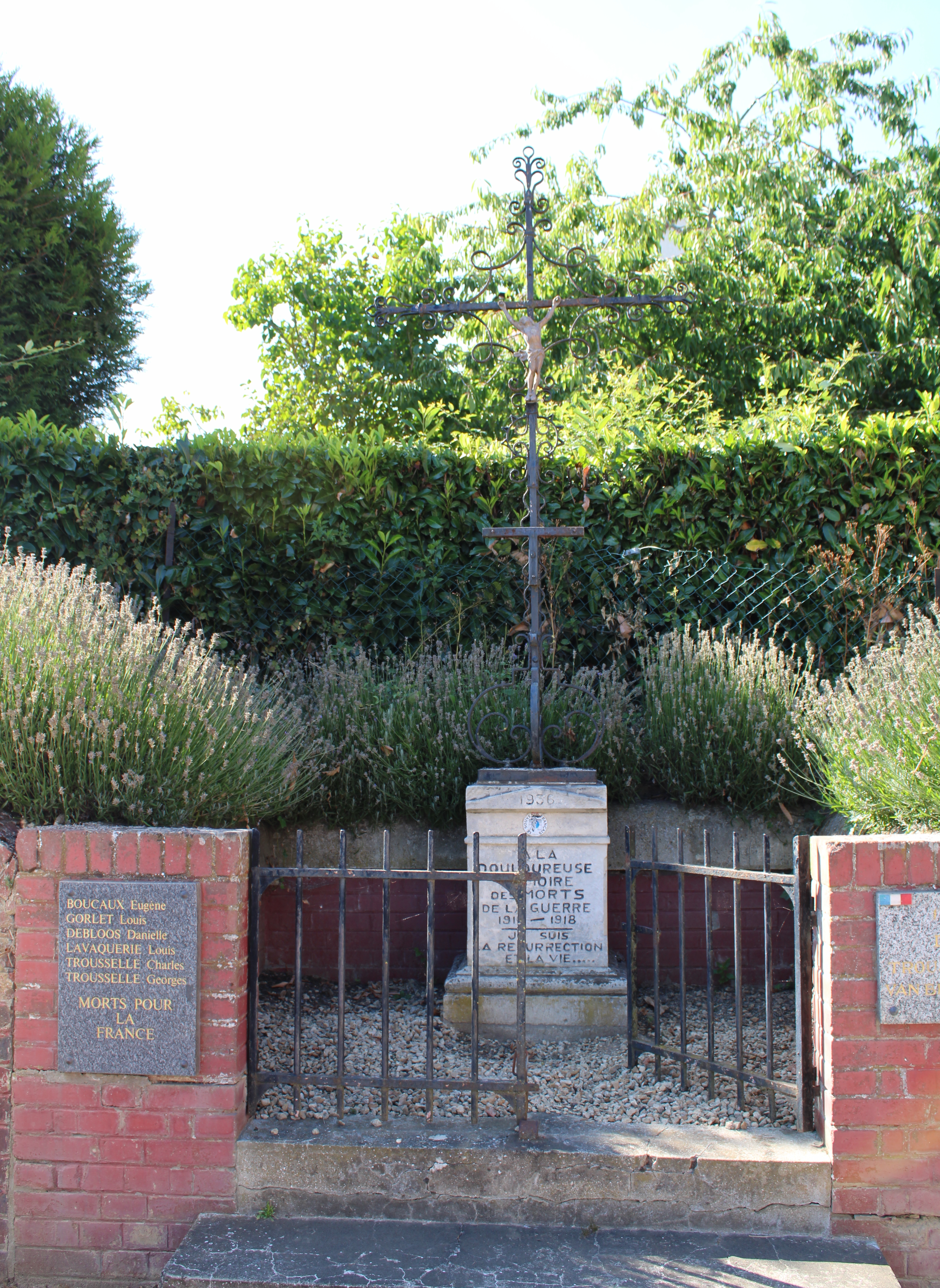
Le monument aux morts sur monté d'une croix latine.

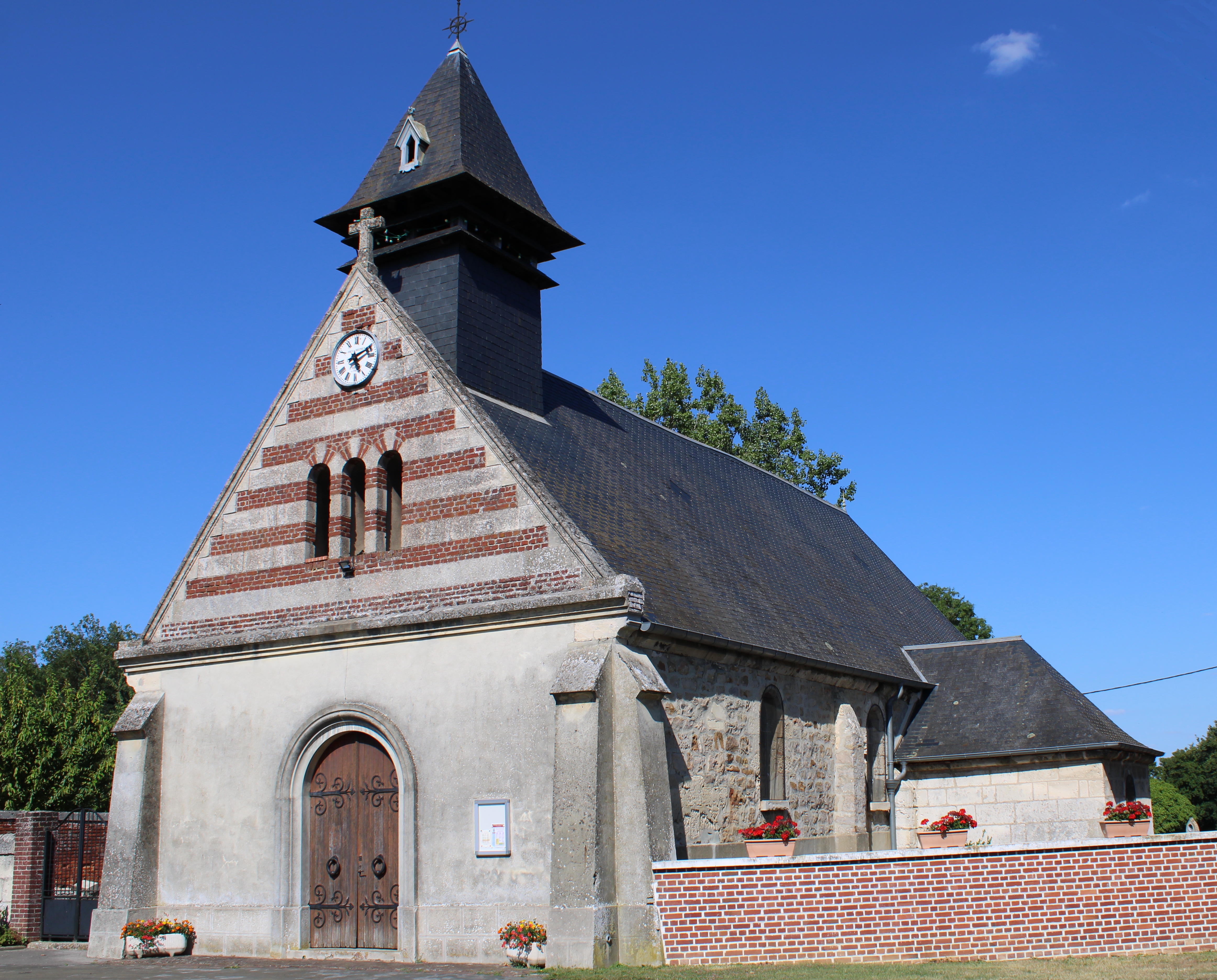
L'église St-Germain.

### Lieux et monuments
- L'église Saint-Germain. Celle-ci a été de 1686 à la Révolution française, le siège d'un petit prieuré cure desservi par un chanoine de l'Abbaye de Prémontré. De nos jours, l'église présente un portail armorié aux armes de l'abbaye. La nef a été fortement remaniée au XVIIe siècle La sacrystie et le choeur ont été très remaniés après les destructions de la Première Guerre mondiale.
La cuve baptismale porte la date de 1678 et le nom de son donateur, Nicolas Cocquel, prieur de Saint-Crépin d'Offémont[37].

### Personnalités liées à la commune
- Joseph-Jacques Ramée, né le 26 avril 1764 au fort de Charlemont près de Givet dans les Ardennes et mort le 18 mai 1842 au château de Beaurains-lès-Noyon près de Noyon, est un architecte, décorateur et paysagiste néoclassique français.
- Armand d'Artois, auteur dramatique et librettiste français né à Beaurains (1788-1867).
- Achille d'Artois, auteur dramatique et librettiste, frère du précédent, né à Beaurains (1791-1868).
- Théodore d'Artois, auteur dramatique, frère des précédents, né à Beaurains (1786-1845).

Le nom de certains seigneurs de Beaurains nous est parvenu.
. : 
- Guy et Raoul de Beaurains sont, cités dans un acte de 1200; comme petits-fils de Simon de Béthancourt, et de Marguerite sa femme. Ils approuvent la donation que fait Simon à l'Abbaye Notre-Dame d'Ourscamp ;
- Jehan de Beaurains, chevalier lègue en 1276 aux frères d'Ourscamp, un muid de blé à prendre sur sa terre de Beaurains.;
- Pierre de Beaurains , chevalier, est cité également dans le cartulaire d'Ourscamp, comme seigneur du lieu.
- Gabriel d'Aussy, chevalier est seigneur de Beraurains en 1545 ; sa fille Françoise épouse en 1547, Guy des Marets auquel elle apporte en dot la seigneurie de Beaurains.
- Guy Des Marest, écuyer, seigneur du Plessier-Saint-Nicaise et donc de Beaurains, est maréchal-des-logis de la compagnie de monseigneur de Piennes ;
- Son fils François Des Marest, écuyer, est seigneur de Beaurains ; il légue à la fabrique de l'église de Beaurains, une rente annuelle de trois livres à la charge d'un obit solennel ;
- Louis Des Marets, fils de François, seigneur de Beaurains et de la Motte, est assassiné près de la Sole-Saint-Martin, le 31 janvier 1653, laissant pour lui succéder son fils Claude, mort subitement en 1702
- Jacques-Armand Des Marets, neuvième enfant de Claude, chevalier, est seigneur de Beaurains, capitaine au régiment de Pertoi. Il meurt le 21 septembre 1742 est fut inhumé dans le chœur de l'église, près de Jean Des Marets et de Madeleine de Longueval, épouse de Charles, vet décédée en 1662.
- Armand-Emmanuel Des Marets, né en 1723, est seigneur de Beaurains, chevalier de Saint-Louis et chef de brigade du corps royal d'artillerie. Sous la Terreur, il est arrêté et enfermé dans le château de Chantilly, avec sa femme Claude-Félicité de Bichoufftz et ses deux filles. Des Marets est remis en liberté après l'exécution de Robespierre, et rentre dans son château de Beaurains, où il meurt le 8 octobre 1815.